# Boeing YB-40 Flying Fortress
Boeing YB-40 Flying Fortress – zmodyfikowana wersja amerykańskiego bombowca Boeing B-17 Flying Fortress służąca jako ciężko uzbrojony "bombowiec eskortowy" dla innych bombowców, konstrukcja została opracowana pod koniec 1942 kiedy nie były jeszcze dostępne myśliwce eskortowe dalekiego zasięgu zdolne towarzyszyć bombowcom w czasie nalotów na Niemcy.

## Historia i użycie bojowe
Pierwsze prace projektowe nad nową wersją XB-40 "Latającej fortecy" rozpoczęto w sierpniu 1942, a prototyp samolotu powstał w zakładach Vega, należących do koncernu Lockheeda. W październiku 13 samolotów serii przedprodukcyjnej YB-40, w styczniu 1943 zamówiono 12 kolejnych egzemplarzy. Pierwszy samolot został ukończony w marcu 1943.
W porównaniu z budowanymi wówczas wersjami B-17, YB-40 był ciężej uzbrojony i posiadał większe opancerzenie. Dodano drugą wieżyczkę na grzbiecie samolotu, pojedyncze karabiny maszynowe na stanowiskach bocznych zostały zastąpione podwójnymi, a dziobowa pozycja bombardiera została zastąpiona przez wieżę z dwoma karabinami maszynowymi. Samolot wyposażono też w hydrauliczny system wspomagający dla karabinów oraz odblaskowe celowniki optyczne. Amunicja do karabinów maszynowych była składowana w komorze bombowej. W samolocie zainstalowano także dodatkowe płyty pancerne chroniące załogę – masa samolotu wzrosła o 4000 funtów (1800 kg) i dość drastycznie spadły jego niektóre osiągi, o ile B-17F potrzebował 25 minut aby wznieść się na wysokość 20000 stóp (6100 m) to YB-40 potrzebował aż 48 minut.
Zanim ostatecznie zdecydowano, co ma stanowić uzbrojenie YB-40, zaproponowano wiele innych wariantów – niektóre YB-40 otrzymały czterokarabinowe przednie i tylne wieżyczki, niektóre zostały wyposażone w działka kalibru 40 mm, a niektóre otrzymały aż do 30 różnego typu działek i karabinów maszynowych.
Za pierwszej serii 13 sztuk samolotu jeden został uszkodzony w czasie lądowania na Isle of Lewis w drodze do Anglii, a z pozostałych dwunastu samolotów sformowano 327 Dywizjon Bombowy wchodzący w skład 92 Grupy Bombowej (92nd Bomb Group (H)).
W okresie od 29 maja do 16 sierpnia 1943, YB-40 wzięły udział w 14 z 19 misji bojowych zgrupowania Eighth Air Force.  Łącznie samoloty te zestrzeliły na pewno 5 maszyn wroga i zaliczono im 2 zestrzelenia "prawdopodobne".
Z powodu dodatkowego obciążenia, YB-40 okazały się trudne w pilotażu, nie potrafiły też utrzymać się w szyku z B-17F, od których były wolniejsze, natomiast nieco silniejsze uzbrojenie nie przekładało się znacząco na siłę ognia całego szyku.
Ostatecznie zdecydowano, że koncept "bombowca eskortowego" nie sprawdził się w praktyce i YB-40 zostały wycofane do Stanów Zjednoczonych, gdzie przebudowano je na samoloty szkoleniowe.
Pomimo fiaska projektu, doświadczenia zdobyte przy eksploatacji YB-40 miały bezpośredni wpływ na konstrukcję nowej wersji „Latającej Fortecy” – B-17G, która została wyposażona w przednią wieżyczkę podobną do tej używanej przez YB-40.